# Ferrocarril Santander-Mediterrani
El Santander-Mediterrani va ser un projecte de línia fèrria que va néixer a principis del segle XX (subhastat el 1924) amb el propòsit d'unir els ports marítims de Santander i València per tren (732 km.), i per donar una ràpida sortida marítima a les mercaderies procedents de les províncies interiors per les quals es va pretendre que circulés. Aquest s'hauria encarregat de transportar-la fins a València en poques hores, a diferència de la setmana que emprava un vaixell mercant a cobrir la navegació al voltant de la costa de la península Ibèrica. Allí, un altre navili podria haver prosseguit el seu camí per transportar la càrrega a la seva destinació final. El mateix seria possible en sentit invers. A més, donaria una sortida marítima ràpida a les mercaderies originàries de la Meseta.